# Walter Rauh (Fußballspieler)
Walter Rauh (* 31. Januar 1939) ist ein deutscher Fußballspieler, der von 1960 bis 1971 in der 2. Liga Süd, Fußball-Oberliga Süd, Fußball-Bundesliga, Fußball-Regionalliga Süd und in der Schweizer Nationalliga B aktiv war.

## Laufbahn

### Vor der Bundesliga, bis 1965
Von der Amateurmannschaft des 1. FC Nürnberg wechselte Walter Rauh zur Runde 1960/61 zu dem in der 2. Liga Süd spielenden BC Augsburg. Mit Helmut Haller – der Nationalspieler erzielte 31 Tore in der Runde – holte sich der BCA die Meisterschaft im Süden und damit den Aufstieg – gemeinsam mit der städtischen Konkurrenz des TSV Schwaben – in die Fußball-Oberliga Süd. Der zumeist auf der Position des rechten Außenläufers eingesetzte Rauh bestritt 1961/62 unter Trainer Hans Hipp alle 30 Oberligaspiele für die blau-weiße Elf aus dem Rosenaustadion und belegte mit den Mitspielern Herbert Ammer, Haller und Otmar Maurus den elften Rang. Sein Debüt in der Oberliga feierte er am Starttag der Hinrunde, am 6. August 1961, mit einem 3:1-Heimerfolg gegen den FC Bayern München (Fritz Kosar, Karl Borutta, Willi Giesemann, Peter Grosser, Rainer Ohlhauser, Werner Olk), wobei sich Helmut Haller als zweifacher Torschütze auszeichnete. Da der überragende BCA-Spieler Haller nach der Fußball-Weltmeisterschaft 1962 nach Bologna gewechselt war und die Aussichten für die Nominierung des BC Augsburg in die neue Bundesliga ab der Runde 1963/64 gegen Null tendierten, lief es im letzten Jahr der Oberliga  1962/63 beim BCA nicht mehr. Der Neuzugang Gert Fröhlich brachte zwar 17 Tore zustande, aber Rauh und Kollegen beendeten als Tabellenletzter die Abschlussrunde der Oberliga Süd. Nach 54 Oberligaspielen mit einem Torerfolg wechselte Rauh im Sommer 1963 zum FC Winterthur in die Schweizer Nationalliga B. Bei den weiß-roten vom Stadion Schützenwiese war er zwei Runden aktiv, ehe er vom badischen Bundesligisten Karlsruher SC 1965 verpflichtet wurde und wieder nach Deutschland zurückkehrte.

### Karlsruher SC, 1965 bis 1967
Die Karlsruher setzten nach zwei Runden permanenten Kampf gegen den Abstieg zur Anhebung der Leistungsstärke auf die Neuzugänge Heinz Crawatzo, Arthur Dobat, Helmut Kafka und Walter Rauh. Trainer Helmut Schneider brachte den Neuzugang aus Winterthur erstmals am sechsten Spieltag der Saison 1965/66 in der Bundesliga zum Einsatz. Der KSC verlor das Auswärtsspiel beim Bundesliganeuling Bayern München mit der Abwehrformation Manfred Paul im Tor und Horst Saida, Kafka, Rauh, Gustav Witlatschil und Willi Dürrschnabel in der Defensivabteilung mit 1:5 Toren. Im Rundenverlauf etablierte sich Rauh mit 28 Einsätzen in der Stammformation der Wildparkelf. Der KSC – er hatte ab dem 19. Oktober 1965 Trainer Schneider durch Werner Roth abgelöst – belegte am Rundenende den 16. Platz und hatte damit die Klasse erhalten. Im zweiten KSC-Jahr von Rauh, 1966/67, kamen mit Christian Müller und Dragoslav Šekularac zwei prominente Offensivverstärkungen und mit dem Hamburger Jürgen Weidlandt eine Defensivhoffnung zu den Blau-Weißen. Nach einem schwachen Saisonstart mit nur einem Sieg aus elf Spielen übernahm am 2. November 1966 der Straßburger Fußball-Stratege Paul Frantz das Traineramt in Karlsruhe. Im Wildpark kehrte daraufhin Besserung ein und der KSC beendete die Runde  auf dem 13. Rang. Walter Rauh hatte am 18. März 1967 beim 1:3 verlorenen Auswärtsspiel bei Rot-Weiss Essen sein letztes Bundesligaspiel bestritten. Die KSC-Abwehr formierte sich an der Hafenstraße mit Torhüter Siegfried Kessler und im Feld mit Eugen Ehmann, Rauh, Weidlandt und Kafka. Nach 45 Bundesligaeinsätzen beendete Rauh im Sommer 1967 seine Tätigkeit in Baden und kehrte in seine fränkische Heimat zurück. Er schloss sich zur Runde 1967/68 der SpVgg Fürth in der Fußball-Regionalliga Süd an.

### Fürth, 1967 bis 1971
Trainer Robert Gebhardt führte die grün-weiße Kleeblattelf vom Ronhof um die Mannen Paul Derbfuß, Karl-Heinz Kamp, Peter Löwer und dem Neuzugang aus Karlsruhe 1967/68 auf den siebten Rang. Als im zweiten Jahr in Fürth Trainer Fred Hoffmann das Sagen hatte, absolvierte Stopper Walter Rauh alle 34 Rundenspiele für die Spielvereinigung und erzielte drei Tore. Dabei traf er am 1. Dezember 1968 im heimischen Ronhof-Stadion auf den Bundesligaabsteiger aus Karlsruhe und verlor durch ein Tor von Horst Wild die Heimpartie gegen seinen Ex-Club mit 0:1 Toren. In seiner dritten Saison, 1969/70, in der Regionalliga Süd traten 20 Vereine an, fehlte der Abwehrchef in keinem der 38 Rundenspiele. Darunter war auch das Derby am 28. September 1969 vor 25.000 beim 1. FC Nürnberg, dass der „Club“ durch ein Tor von Dieter Nüssing in der 27. Minute mit 1:0 gewinnen konnte. Mit dem gleichen Resultat endete das Rückspiel am 6. März 1971, dieses Mal gelang Rudi Kröner in der 90. Minute der Siegtreffer für den Nürnberger Gastgeber. Sein letztes Regionalligaspiel absolvierte der Abwehrchef der Fürther am 2. Mai 1971 beim 2:2-Heimremis gegen den ESV Ingolstadt. Nach 127 Pflichtspielen mit vier Toren beendete Walter Rauh im Sommer 1971 seine Aktivität bei der SpVgg Fürth in der Fußball-Regionalliga Süd. Er schloss sich zur Runde 1971/72 dem mittelfränkischen Landesligisten 1. FC Herzogenaurach an und ließ dort seine Laufbahn im Amateurlager ausklingen.